# Richard Nadeau
Pour les articles homonymes, voir Nadeau.
Richard Nadeau, né le 5 avril 1959 à Hawkesbury, en Ontario, est un enseignant et un homme politique québécois. Il est député fédéral de la circonscription de Gatineau pour le Bloc québécois de 2006 à 2011. Il est porte-parole de son parti pour les questions touchant le Conseil du Trésor, Service Canada, la Commission de la capitale nationale et les Langues officielles.

## Biographie
Il est natif d'Hawkesbury, en Ontario. Il fait ses études secondaires à l'école secondaire régionale de Hawkesbury et à la Apple Valley Senior High School au Minnesota (1973 à 1978). Il est détenteur de trois baccalauréats et une maîtrise: histoire (1981), sciences politiques (1986) et éducation (1992) ainsi qu'une maîtrise en administration scolaire, tous de l'Université d'Ottawa.
Richard Nadeau est documentaliste pour les secteurs de la recherche et des communications de la Fédération des communautés francophones et acadiennes du Canada (FCFAC) de 1981 à 1984, éducateur au Centre jeunesse de l'Outaouais (CJO) de 1984 à 1987, chercheur pour l'accès au postsecondaire en français en milieu minoritaire franco-canadien ainsi que technicien en radiodiffusion courte durée à la Fédération de la jeunesse canadienne-française (FJCF) de 1987 à 1990, directeur-général du Centre d'interprétation de la Gare de Montébello en 1990-1991, agent de liaison pour l'obtention de la gestion scolaire fransaskoise à l'Association provinciale des parents fransaskois (APPF) de 1992 à 1994.
Entre autres, sur le plan communautaire, il est comédien amateur de 1992 à 1996 à la Troupe du Jour dans quatre productions : «Les canadiens» de Salutin, «De blé d'inde et de pissenlits» d'Archambault, «La tempête» de Shakespeare et «Le petit prince» de Saint-Exupéry. De 1994 à 1998, Richard Nadeau est vice-président, puis président, de la Fédération francophone de Saskatoon.
De 1994 à 1998 il est enseignant à l'École canadienne-française de Saskatoon de la Division scolaire fransaskoise 310. De 2000 à 2006, et de nouveau depuis 2011, il est enseignant pour le Conseil des écoles publiques de l'Est de l'Ontario (CEPEO).
Candidat défait en 2000 et en 2004 pour le Bloc québécois. Le 23 janvier 2006, de nouveau candidat du Bloc québécois dans la circonscription de Gatineau pour une troisième reprise, il défait la députée libérale Françoise Boivin. Richard Nadeau est le premier député souverainiste élu dans la région de l'Outaouais avec plus de 4267 voix de majorité depuis l'élection des péquistes Jean Alfred et Jocelyne Ouellette le 15 novembre 1976, lesquels n'avaient obtenu respectivement que 57 et 2 votes de majorité.
Le 14 octobre 2008, il est réélu député de Gatineau. Il est le premier élu souverainiste à être réélu par la population d'une circonscription de l'Outaouais avec une majorité de 1577 voix.
Il est défait à l'élection du 2 mai 2011.
Richard Nadeau est également actif dans divers autres organismes communautaires en Outaouais : Société d'histoire de l'Outaouais, Société Gatineau Monde, Réseau du patrimoine gatinois.

### Activités parlementaires
- Député du Bloc québécois (de 2006 à 2011)
- Porte-parole du Bloc québécois pour les questions touchant le Conseil du Trésor (2006-2011)
- Porte-parole du Bloc québécois en matière de Langues officielles (2007-2011)
- Responsable des dossiers touchant la Commission de la capitale nationale (2006-2011)
- Député parrain des circonscriptions de Pontiac et de Hull-Aylmer
- Coprésident de l’Association parlementaire Canada-Palestine (2009-2011)
- Membre de l'Association parlementaire Canada-Haïti (2010-2011)
- Membre du Comité spécial pour étudier le transfert des prisonniers talibans par l'armée canadienne aux autorités afghanes (2010-2011).